# Die Flöckchen
Die Flöckchen ist ein Gesangsduo aus Bergisch Gladbach. Es besteht aus Uwe Kraus und Markus Kierdorf und wurde mit Stimmungs- und Karnevalsliedern wie Zwei Dicke Freunde, Häppy Party und Schätzje schenk m’r e Foto bekannt.

## Geschichte
Die Flöckchen wurden 1994 in Bergisch Gladbach gegründet. Kierdorf und Kraus kannten sich durch das gemeinsame Engagement im Fußballverein. Kraus verfügt über 16-jährige Erfahrung als Trompeter und war Sänger beim Show- und Fanfarencorps Herkenrath. Mit Unterstützung durch Gerd Rück gelang dem Duo 1997 bei der Kajuja Köln der Sprung auf die Kölner Bühnen. Es folgten Auftritte im Gürzenich, im Sartory, der Flora und der Kölnarena (heute: Lanxess Arena). Von 2007 bis 2013 wurde die Gruppe von Keyboarder Stefan Linden unterstützt.
Neben zahlreichen Bühnenauftritten im In- und Ausland, darunter in Tunesien, Ibiza und Mallorca, nahm die Gruppe für den WDR das Bergische Heimatlied  zusammen mit Ne Bergische Jung (Willibert Pauels) und dem Büttenredner Doof Noß (Hans Hachenberg) neu auf. Das Lied Schätzje, schenk m‘r e Foto wurde in der Karnevalssession 2010/2011 von den Hörern von Radio Köln zum zweitbesten Titel gewählt. Das Video zum Song wurde live auf einer Sitzung der KG Lindlar gedreht. Die Gruppe ist beim Label Dabbelju Music aus Köln unter Vertrag.

## Benefizkonzerte
Neben den regulären Auftritten sind die Flöckchen auch für soziales Engagement bekannt. Durch viele ehrenamtliche Auftritte konnte die Gruppe bereits mehrere zehntausende Euro für gute Zwecke (u. a. Bethanien-Kinderdörfer und Kinder- und Jugendarbeit in Bergisch Gladbach) einspielen. Als Anerkennung für dieses Engagement wurden die Flöckchen unter anderem mit der Silbernen Ehrennadel der Stadt Bergisch Gladbach und dem Goldenen Herz der Stadt Siegburg ausgezeichnet.

## Diskografie

### Alben
- 1996: Vun Kölle bes zom Ballermann
- 1997: Immer jot dabei
- 1999: Jetz jeiht et rund
- 2002: XXL
- 2008: … met Hätz & Siel
- 2010: Weihnachtsflöckchen

### Singles
- 2000: Häppy Party
- 2004: Zwei dicke Freunde
- 2005: 100 Johr
- 2007: Prima
- 2011: Schätzje schenk m’r e Foto